# Ferdinando Massimiliano di Baden-Baden
Ferdinando Massimiliano di Baden-Baden (Baden-Baden, 23 settembre 1625 – Heidelberg, 4 novembre 1669) è stato un nobile tedesco.
Fu il padre di Luigi Guglielmo di Baden-Baden.

## Biografia
Figlio maggiore del Margravio Guglielmo di Baden-Baden e della Principessa Caterina Ursula di Hohenzollern–Hechingen, Ferdinando Massimiliano venne instradato a seguire le orme del padre con l'intento di succedergli come Margravio di Baden-Baden, ma egli morì prima del proprio genitore in un incidente di caccia.
Ferdinando Massimiliano sposò a Parigi, nel 1653, Luisa Cristina di Savoia-Carignano (1627-1689), zia del Principe Eugenio di Savoia.
Il matrimonio, ad ogni modo, non fu felice. Luisa Cristina si rifiutò di lasciare la raffinata corte francese e di seguire il marito a Baden-Baden (che sotto quest'aspetto poteva ancora considerarsi in via di sviluppo). Ferdinando Massimiliano fece quindi rapire il proprio figlio da Parigi e lo portò con sé a Baden-Baden. Come conseguenza, Luigi Guglielmo venne cresciuto dalla propria nonna, seconda moglie del padre di suo padre, Maria Maddaena di Oettingen-Baldern.

## Discendenza
Da Luisa Cristina Ferdinando ebbe un solo figlio, il futuro margravio Luigi Guglielmo.

## Ascendenza
|                                            |                                            |                                | Genitori                     |  |  | Nonni |  |  | Bisnonni                           |  |  | Trisnonni                   |  |
|                                            |                                            |                                |                              |  |  |       |  |  | Cristoforo II di Baden-Rodemachern |  |  | Bernardo III di Baden-Baden |  |
|                                            |                                            |                                |                              |  |  |       |  |  | Cristoforo II di Baden-Rodemachern |  |  | Bernardo III di Baden-Baden |  |
|                                            |                                            | Francesca di Lussemburgo-Ligny |                              |  |  |       |  |  | Cristoforo II di Baden-Rodemachern |  |  |                             |  |
| Edoardo Fortunato di Baden-Baden           |                                            |                                |                              |  |  |       |  |  | Cristoforo II di Baden-Rodemachern |  |  |                             |  |
|                                            |                                            | Cecilia Vasa                   | Gustavo I di Svezia          |  |  |       |  |  |                                    |  |  |                             |  |
|                                            |                                            | Cecilia Vasa                   | Gustavo I di Svezia          |  |  |       |  |  |                                    |  |  |                             |  |
|                                            |                                            | Cecilia Vasa                   | Margherita Leijonhufvud      |  |  |       |  |  |                                    |  |  |                             |  |
| Guglielmo di Baden-Baden                   |                                            | Cecilia Vasa                   |                              |  |  |       |  |  |                                    |  |  |                             |  |
|                                            |                                            | Joost van der Eycken           | …                            |  |  |       |  |  |                                    |  |  |                             |  |
|                                            |                                            | Joost van der Eycken           | …                            |  |  |       |  |  |                                    |  |  |                             |  |
|                                            |                                            | Joost van der Eycken           | …                            |  |  |       |  |  |                                    |  |  |                             |  |
| Maria van Eicken                           |                                            | Joost van der Eycken           |                              |  |  |       |  |  |                                    |  |  |                             |  |
|                                            |                                            | Barbara de Mol                 | …                            |  |  |       |  |  |                                    |  |  |                             |  |
|                                            |                                            | Barbara de Mol                 | …                            |  |  |       |  |  |                                    |  |  |                             |  |
|                                            |                                            | Barbara de Mol                 | …                            |  |  |       |  |  |                                    |  |  |                             |  |
| Ferdinando Massimiliano di Baden-Baden     |                                            | Barbara de Mol                 |                              |  |  |       |  |  |                                    |  |  |                             |  |
|                                            | Eitel Federico I di Hohenzollern-Hechingen | Carlo I di Hohenzollern        |                              |  |  |       |  |  |                                    |  |  |                             |  |
|                                            | Eitel Federico I di Hohenzollern-Hechingen | Carlo I di Hohenzollern        |                              |  |  |       |  |  |                                    |  |  |                             |  |
|                                            | Eitel Federico I di Hohenzollern-Hechingen | Anna di Baden-Durlach          |                              |  |  |       |  |  |                                    |  |  |                             |  |
| Giovanni Giorgio di Hohenzollern-Hechingen | Eitel Federico I di Hohenzollern-Hechingen |                                |                              |  |  |       |  |  |                                    |  |  |                             |  |
|                                            |                                            | Sibilla di Zimmern             | Froben Christoph von Zimmern |  |  |       |  |  |                                    |  |  |                             |  |
|                                            |                                            | Sibilla di Zimmern             | Froben Christoph von Zimmern |  |  |       |  |  |                                    |  |  |                             |  |
|                                            |                                            | Sibilla di Zimmern             | …                            |  |  |       |  |  |                                    |  |  |                             |  |
| Caterina Ursula di Hohenzollern–Hechingen  |                                            | Sibilla di Zimmern             |                              |  |  |       |  |  |                                    |  |  |                             |  |
|                                            |                                            | …                              | …                            |  |  |       |  |  |                                    |  |  |                             |  |
|                                            |                                            | …                              | …                            |  |  |       |  |  |                                    |  |  |                             |  |
|                                            |                                            | …                              | …                            |  |  |       |  |  |                                    |  |  |                             |  |
| Francesca di Salm-Dhaun                    |                                            | …                              |                              |  |  |       |  |  |                                    |  |  |                             |  |
|                                            |                                            | …                              | …                            |  |  |       |  |  |                                    |  |  |                             |  |
|                                            |                                            | …                              | …                            |  |  |       |  |  |                                    |  |  |                             |  |
|                                            |                                            | …                              | …                            |  |  |       |  |  |                                    |  |  |                             |  |
|                                            |                                            | …                              |                              |  |  |       |  |  |                                    |  |  |                             |  |